# Ocean (Karol G)
Ocean è il secondo album della cantante colombiana Karol G, la cui pubblicazione è prevista per il 3 maggio 2019 su etichetta discografica Universal Music Latino. Include collaborazioni con: Maluma, il suo ex fidanzato Anuel AA, J Balvin, Nicky Jam, Simone & Simaria, Damian Marley e Danay Suarez.

## Tracce
Download digitale
1. Ocean
2. Punto G – 3:08
3. Love with Quality (feat. Damian Marley)
4. Baby
5. Sin corazón
6. Dices que te vas (feat. Anuel AA)
7. Pineapple – 3:07
8. La vida continuó (feat. Simone e Simaria)
9. Bebesita
10. Culpables (feat. Anuel AA) – 3:52
11. Mi cama – 2:33
12. La ocasion perfecta (feat. Yandel)
13. Créeme (feat. Maluma) – 4:05
14. Go Karo
15. Mi cama (Remix) (feat. J Balvin e Nicky Jam) – 3:17
16. Ahora me llamas (Remix) (feat. Danay Suarez)

## Classifiche
| Classifica (2019) | Posizione massima |
| ----------------- | ----------------- |
| Spagna            | 82                |
| Stati Uniti       | 54                |